# Peach Aviation
Peach Aviation – japońska tania linia lotnicza z siedzibą w Tajiri w prefekturze Osaka. Głównym węzłem jest port lotniczy Kansai. Należy do ANA Group.
Realizuje połączenia krajowe i międzynarodowe do miast regionu Azji Wschodniej.

## Historia
Linia została założona 10 lutego 2011, pod nazwą A&F Aviation Limited na zasadach joint venture między ANA, First Eastern Aviation Holdings i Innovation Network Corporation of Japan. W maju tego samego roku nazwa została zmieniona na Peach. W lipcu Japoński Urząd Lotnictwa Cywilnego przyznał licencję na prowadzenie działalności komercyjnej. 4 listopada w Tuluzie został odebrany pierwszy samolot – Airbus.
Inauguracyjne loty odbyły się 1 marca 2012 na trasach z Osaki do Sapporo i Fukuoka. 8 maja również z Osaki lotem do Seulu rozpoczęto realizację połączeń międzynarodowych.
W 2014 port lotniczy Naha został drugim węzłem przewoźnika.
W 2017 All Nippon Airways została większościowym udziałowcem. 22 marca 2018 właściciel ogłosił plan połączenia swoich tanich linii lotniczych pod marką Peach. 1 listopada 2019 zakończyła się integracja linii z Vanilla Air, poprzez przejęcie całej floty i siatki połączeń.
W grudniu 2024 grupa ANA wykupiła ostatnią część udziałów pozostających poza ich kontrolą.

## Flota

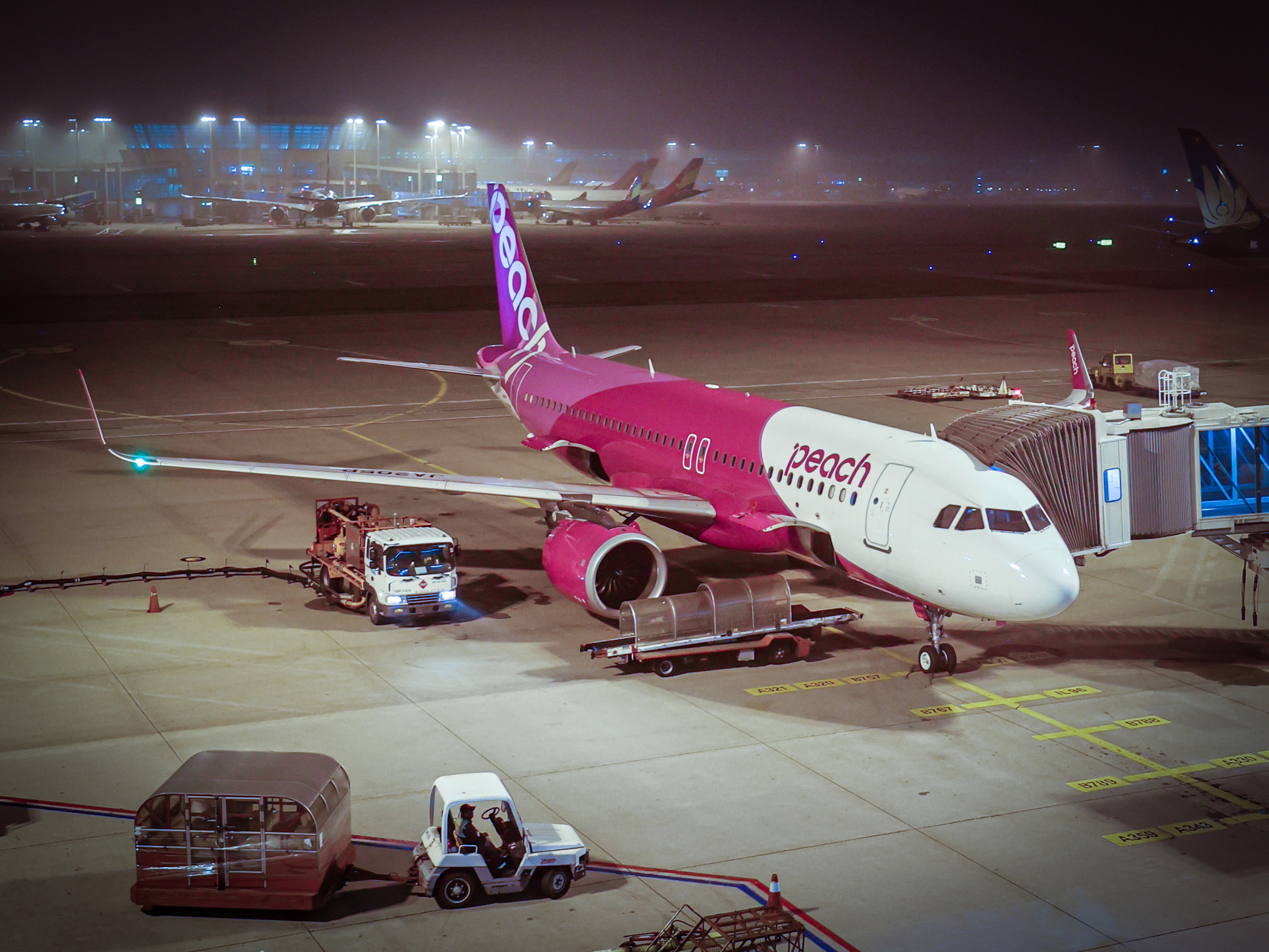
A320neo w barwach przewoźnika na płycie portu lotniczego w Seulu

Według stanu na maj 2025 flota Peach Aviation składała się z 35 samolotów o średnim wieku 4,7 lat:
| Samolot         | Samolot | Samolot   | Liczba miejsc | Liczba miejsc | Uwagi |
| Model           | Aktywne | Zamówione | E             | Łącznie       | Uwagi |
| --------------- | ------- | --------- | ------------- | ------------- | ----- |
| Airbus A320-200 | 15      | -         | 180           | 180           |       |
| Airbus A320neo  | 17      | 3         | 188           | 188           |       |
| Airbus A321neo  | 3       | -         | 218           | 218           |       |
| Łącznie         | 35      | 3         |               |               |       |